# Glenea arfakensis
Glenea arfakensis là một loài bọ cánh cứng trong họ Cerambycidae.